# Volleyball-Club Olympia '93 Berlin 2020-2021 (maschile)
Questa voce raccoglie le informazioni riguardanti il Volleyball-Club Olympia '93 Berlin nelle competizioni ufficiali della stagione 2020-2021.

## Organigramma societario
Area direttiva
- Presidente: Melanie Höppner

Area tecnica
- Allenatore: Daniel Ilott
- Secondo allenatore: Johannes Baudach, Johann Huber, Andreas Nestke
- Assistente allenatore: Jason Lieb, Gerold Rebsch, Sebastian Reinhardt, Dominic von Känel

Area sanitaria
- Fisioterapista: Felix Dahlem, Nicolas Domke, Sophia Fronicke, Paul Münzel, Alexandros Sakelaris

## Rosa
| N° | Nome                | Ruolo | Data di nascita   | Nazionalità sportiva |
| -- | ------------------- | ----- | ----------------- | -------------------- |
| 1  | Maximilian Kersting | C     | 28 marzo 2001     | Germania             |
| 2  | Moritz Eckardt      | L     | 15 giugno 2001    | Germania             |
| 3  | Tobias Hosch        | P     | 5 marzo 2001      | Germania             |
| 4  | Marco Frohberg      | O     | 10 giugno 2003    | Germania             |
| 5  | Onno Möller         | C     | 18 maggio 2001    | Germania             |
| 6  | Erik Röhrs          | S     | 24 aprile 2001    | Germania             |
| 7  | Julian Hoyer        | S     | 18 settembre 2001 | Germania             |
| 8  | Filip John          | O     | 1º agosto 2001    | Germania             |
| 9  | Jason Lieb          | P     | 28 maggio 2001    | Germania             |
| 10 | Djifa Amedegnato    | P     | 17 settembre 2003 | Germania             |
| 11 | Jonas Lind          | P     | 9 agosto 2001     | Germania             |
| 12 | Franz Hüther        | C     | 1º maggio 2002    | Germania             |
| 13 | Max Schulz          | S     | 25 agosto 2002    | Germania             |
| 14 | Maximilian Just     | S     | 18 novembre 2002  | Germania             |
| 15 | Milan Kvržić        | P     | 14 maggio 2004    | Germania             |
| 16 | Johann Reusch       | L     | 29 gennaio 2001   | Germania             |
| 17 | Jan Breburda        | C     | 9 febbraio 2001   | Germania             |
| 18 | Jannik Brentel      | S     | 16 maggio 2002    | Germania             |
| -  | Leon Meier          | S     | 28 gennaio 2002   | Germania             |

## Statistiche

### Statistiche di squadra
| Competizione  | Punti | In casa | In casa | In casa | In trasferta | In trasferta | In trasferta | Totale | Totale | Totale |
| Competizione  | Punti | G       | V       | P       | G            | V            | P            | G      | V      | P      |
| ------------- | ----- | ------- | ------- | ------- | ------------ | ------------ | ------------ | ------ | ------ | ------ |
| 1. Bundesliga | 4     | 10      | 0       | 10      | 10           | 1            | 9            | 20     | 1      | 19     |
| Totale        | -     | 10      | 0       | 10      | 10           | 1            | 9            | 20     | 1      | 19     |

G = partite giocate; V = partite vinte; P = partite perse

### Statistiche dei giocatori
| Giocatore     | 1. Bundesliga | 1. Bundesliga | 1. Bundesliga | 1. Bundesliga | 1. Bundesliga | Totale | Totale | Totale | Totale | Totale |
| Giocatore     | P             | PT            | AV            | MV            | BV            | P      | PT     | AV     | MV     | BV     |
| ------------- | ------------- | ------------- | ------------- | ------------- | ------------- | ------ | ------ | ------ | ------ | ------ |
| D. Amedegnato | 2             | 0             | 0             | 0             | 0             | 2      | 0      | 0      | 0      | 0      |
| J. Breburda   | 16            | 28            | 17            | 11            | 0             | 16     | 28     | 17     | 11     | 0      |
| J. Brentel    | 19            | 44            | 39            | 3             | 2             | 19     | 44     | 39     | 3      | 2      |
| M. Eckardt    | 17            | 0             | 0             | 0             | 0             | 17     | 0      | 0      | 0      | 0      |
| M. Frohberg   | 14            | 20            | 16            | 2             | 2             | 14     | 20     | 16     | 2      | 2      |
| T. Hosch      | 20            | 17            | 3             | 7             | 7             | 20     | 17     | 3      | 7      | 7      |
| J. Hoyer      | 14            | 75            | 65            | 6             | 4             | 14     | 75     | 65     | 6      | 4      |
| F. Hüther     | 14            | 58            | 40            | 16            | 2             | 14     | 58     | 40     | 16     | 2      |
| F. John       | 17            | 230           | 219           | 8             | 3             | 17     | 230    | 219    | 8      | 3      |
| M. Just       | 12            | 28            | 21            | 3             | 4             | 12     | 28     | 21     | 3      | 4      |
| M. Kersting   | 13            | 40            | 27            | 13            | 0             | 13     | 40     | 27     | 13     | 0      |
| M. Kvržić     | 3             | 1             | 1             | 0             | 0             | 3      | 1      | 1      | 0      | 0      |
| J. Lieb       | 0             | 0             | 0             | 0             | 0             | 0      | 0      | 0      | 0      | 0      |
| J. Lind       | 15            | 8             | 3             | 2             | 3             | 15     | 8      | 3      | 2      | 3      |
| L. Meier      | -             | -             | -             | -             | -             | -      | -      | -      | -      | -      |
| O. Möller     | 16            | 17            | 9             | 5             | 3             | 16     | 17     | 9      | 5      | 3      |
| J. Reusch     | 16            | 0             | 0             | 0             | 0             | 16     | 0      | 0      | 0      | 0      |
| E. Röhrs      | 18            | 218           | 173           | 19            | 26            | 18     | 218    | 173    | 19     | 26     |
| M. Schulz     | 20            | 117           | 101           | 14            | 2             | 20     | 117    | 101    | 14     | 2      |

P = presenze; PT = punti totali; AV = attacchi vincenti; MV = muri vincenti; BV = battute vincenti